# Sacium damryi
Sacium damryi is een keversoort uit de familie molmkogeltjes (Corylophidae). De wetenschappelijke naam van de soort werd in 1884 gepubliceerd door Edmund Reitter.